# Maurilia semicircularis
Maurilia semicircularis is een vlinder uit de familie visstaartjes (Nolidae). De wetenschappelijke naam van deze soort is voor het eerst geldig gepubliceerd in 1915 door Strand.
De soort komt voor in tropisch Afrika.